# Ichthyophis javanicus
Ichthyophis javanicus é uma espécie de anfíbio gimnofiono. Só é conhecida na ilha de Java, Indonésia. Presume-se que ocorra em floresta tropical húmida, que os adultos são subterrâneos e que a reprodução seja ovípara.